# Мантейфель, Борис Петрович
Борис Петрович Манте́йфель (1907—1989) — советский гидробиолог.

## Биография
Родился 13 (26) апреля 1907 года, скорее всего, в Москве; крещён 4 (17) июня в Георгиевской церкви с. Капустина Серпуховского уезда. Отец — «студент Московского сельскохозяйственного института, дворянин Пётр Александрович Цёге фон Мантейфель» (1882—1960), впоследствии известнейший советский зоолог и писатель-натуралист, директор Московского зоопарка; мать — Александра Яковлевна (1886—1961), дочь крупнейшего химика-технолога, профессора Московского технического училища Я. Я. Никитинского, слушательница Высших женских курсов, в дальнейшем — видный советский микробиолог, доцент МГУ.
В 1924 году Борис Мантейфель вошел в состав только что образованного при участии П. А. Мантейфеля КЮБЗа — кружка юных биологов Московского зоосада.
Окончил МГУ имени М. В. Ломоносова (1934). В 1932—1934 годах работал в Государственном океанографическом институте (ГОИН). В 1934—1946 годах — заведующий лабораторией биологии моря Полярного научно-исследовательского института морского рыбного хозяйства и океанографии (ПИНРО).
Разработал концепцию ведущей роли планктона в формировании скоплений сельди. В 1939 году участвовал в экспедиции под руководством Ю. Ю. Марти в район архипелага Шпицберген на научно-исследовательском судне «Николай Книпович», во время которой были открыты крупные скопления сельди — «полярный залом».
В 1950—1960 годах Б. П. Мантейфель возглавлял секцию подводных исследований Океанографической комиссии АН СССР.
Доктор биологических наук, профессор.
Жена — Вера Васильевна Мантейфель (Скворцова).
Умер 10 марта 1989 года. Похоронен на Донском кладбище.

## Сочинения
- Экологические и эволюционные аспекты поведения животных. — М.: Наука, 1987. — 272 с.
- Экология поведения животных. — М.: Наука, 1980. — 220с.
- Навага Белого моря и её промысел. Полярный НИИ морского рыбного хоз-ва и океанографии. — Архангельск: ОГИЗ, 1945.

## Награды и премии
- орден «Знак Почёта»
- медали
- премия имени И. И. Мечникова (1984) — за цикл работ на тему «Экологические и эволюционные аспекты поведения животных».
- Сталинская премия третьей степени (1948) — за открытие и освоение нового сельдевого промысла в Баренцевом море